# アラポンガスEC
アラポンガス・エスポルチ・クルーベ（ポルトガル語: Arapongas Esporte Clube）は、ブラジル・パラナ州アラポンガスを本拠地とするサッカークラブ。

## 歴史
1974年6月6日設立。1978年に1部昇格の権利を得たがスタジアムの問題で昇格出来なかった。1989年にプロリーグに復帰し、1990年に再び1部昇格の権利を得た。2010年にカンピオナート・パラナエンセ・セグンダ・ディヴィソンで2位につけたため、2011年にカンピオナート・パラナエンセに昇格した。

## 本拠地
本拠地はエスタジオ・ムニシパウ・ジョゼ・ルイス・シアピン、通称はエスタジオ・ドス・パッサロスである。収容人数は1万440人。

## 歴代所属選手
| - ウンベルリート・ボルジェス・テイシェイラ 2001 - アドリアーノ・フェヘイラ・マルティンス 2005 - ウイリアンス・ボンフィン・ソウザ・シウヴァ 2012 - エジミウソン・アウヴェス 2012 - ジョアン・フランシスコ・デ・サーレス 2012 | - ファビオ・フレイレ・マルティンス 2012 - ガブリエル・リマ・オリヴェイラ 2014 - マイコン・ソウザ・デ・ジェズス 2014 - レオポルド・ロベルト・マルコフスキー 2017 |